# پایان شب
پایان شب (به هندی: Nishant) فیلمی محصول سال ۱۹۷۵ و به کارگردانی شیام بنگال است. در این فیلم بازیگرانی همچون گیریش کارناد، شبانه اعظمی، آنانت ناگ، آمریش پوری، اسمیتا پاتیل، نصیرالدین شاه ایفای نقش کرده‌اند.